# 선우일
선우 일(鮮于 日, 1881년 1월 6일 ~ 1936년 8월 14일)은 대한제국과 일제강점기의 언론인이다. 본명은 선우선이다. 본관은 태원이다.

## 생애
1906년부터 1908년까지 《국민신보》의 기자를 지내며 언론계에 모습을 드러냈다. 국민신보는 일진회의 송병준 계열에서 발간한 친일매체였으며, 1908년 정운복이 사장을 맡은 또다른 친일 언론사인 《제국신문》 기자도 지냈다.
1915년 1월 30일부터 1918년 9월 17일까지 조선총독부 기관지로 일본 천황을 칭송하고 선전하는 것이 존재 이유로 명시된 《매일신보》의 발행인 겸 편집인을 맡았다. 선우일은 변일의 후임으로 이 직책에 임명되었으며, 이 기간 중 매일신보에는 〈일선융화론(日鮮融和論)〉, 〈내선일체(內鮮一體)의 이상〉과 같이 원론적인 내용을 담은 사설을 비롯하여, 일본의 무사도를 익혀 조선인이 천황중심주의로 거듭나야 한다거나 조선에서의 고등교육은 오히려 조선인을 병들게 한다는 주장을 실은 사설이 게재되었다.
1916년 조선총독부의 통치 5년간이 선정이었다는 점을 선전하는 《공진회실록(共進會實錄)》을 편찬했고, 같은 해 대정실업친목회 평의원으로도 가입했다. 대정친목회는 조중응이 중심이 되어 내선일체를 설립 취지로 내건 친일단체이다.
1919년 3·1 운동 직후 만주의 봉천에서 《만주일보》를 창간했다. 이 신문은 독립운동을 방해하기 위한 목적에서 창간되었다. 만주일보는 경영난으로 오래 발행하지 못했으나 이후 선우일은 만주에서 꾸준히 활동하였다. 1924년 간도의 용정촌에서 한글로 발행되는 친일 신문인 《간도신문》도 경영한 바 있다.
1921년에는 《조선일보》의 편집국장에 임명되었는데, 이때 조선일보 사주는 송병준이 맡고 있었다. 1933년 친일 유교단체 대성원(大聖院) 상담역에 임명되었고, 1936년 용정에서 사망했다.
2006년 친일반민족행위진상규명위원회가 발표한 친일반민족행위 106인 명단과 2008년 공개된 민족문제연구소의 친일인명사전 수록예정자 명단 중 언론 부문에 선정되었다.

## 같이 보기
- 국민신보
- 매일신보
- 대정실업친목회

## 참고자료
- 친일반민족행위진상규명위원회 (2006년 12월). 〈선우일〉 (PDF). 《2006년도 조사보고서 II - 친일반민족행위결정이유서》. 서울. 922~933쪽쪽. 발간등록번호 11-1560010-0000002-10. [깨진 링크(과거 내용 찾기)]